# ژرمن دولاک
ژرمن دولاک (به فرانسوی: Germaine Dulac) ‏(۱۷ نوامبر ۱۸۸۲ – ۲۰ ژوئیه ۱۹۴۲)‏ کارگردان فیلم فرانسوی و از نظریه‌پردازان متقدم سینما بود.
مشهورترین فیلم او صدف و کشیش است که در سال ۱۹۲۸ براساس فیلم‌نامه‌ای از آنتونن آرتو ساخته است. این فیلم به عنوان نخستین فیلم سورئال کمی قبل از سگ اندلسی اثر لوئیس بونوئل و سالوادور دالی ساخته شده است (سگ اندلسی در سال ۱۹۲۹ ساخته شد)، هرچند بعضی از پژوهش‌گران مانند آپرام کتز این کارگردان زن را بیشتر فیلم‌سازی امپرسیونیست می‌دانند.
فیلم مطرح دیگر این کارگردان لبخند مادام بودو (۱۹۲۲) است.

## سینمای ناب
او یکی از پیشگامان سینمای ناب بود؛ جریان سینمایی که در مقابل شکل‌گرایی قرار می‌گرفت. ناب‌گرایان معتقد بودند که سینما باید به ماهیت ذاتی خود نزدیک‌تر باشد و از تحمیل ساختارهای مصنوعی بر آن پرهیز کند. آن‌ها سینما را به موسیقی تشبیه می‌کردند و بر اهمیت هماهنگی تمام عناصر بصری و صوتی در یک فیلم تأکید می‌کردند. اما این تشبیه با محدودیت‌هایی همراه است. موسیقی زمانی به عنوان یک اثر هنری کامل شناخته می‌شود که تمام عناصر آن (ملودی، هارمونی، ریتم، و...) در کنار هم قرار بگیرند و یک کل واحد را تشکیل دهند. در سینما نیز، اگرچه ریتم عنصری مهم است، اما به تنهایی نمی‌تواند فیلم را به موسیقی تبدیل کند. سایر عناصر بصری و صوتی نیز باید به شکلی هماهنگ در کنار هم قرار بگیرند تا یک تجربه سینمایی کامل و یکپارچه را برای مخاطب فراهم کنند.